# Il medico e lo stregone
Il medico e lo stregone è un film del 1957 diretto da Mario Monicelli.

## Trama
Francesco, giovane dottore, viene nominato medico condotto al paesino di Pianetta, in provincia di Avellino, ma si trova in concorrenza con don Antonio, un cosiddetto guaritore che, approfittando dell'ignoranza e della superstizione dei popolani, viene creduto capace di risolvere qualsiasi problema di corpo e di cuore. Don Antonio ha però anche un lato buono e opera per suo interesse, ma spesso in buona fede per il bene dei suoi "pazienti", come appare nella ferma decisione di impedire un aborto a una giovane che si rivolge a lui disperata in quanto incinta. I contrasti tra il dottor Francesco e il guaritore iniziano subito e la gente mostra così poca fiducia nel primo da rifiutare la vaccinazione contro il tifo, prevista dalle autorità sanitarie. Neanche il sindaco del paese - preso dai suoi interessi personali - riesce a trovare il coraggio di prendere posizione a favore del dottore, anche per via del fatto che sua sorella Mafalda frequenta abitualmente don Antonio, per avere rassicurazioni che il fidanzato Corrado, disperso sul fronte russo durante la guerra, sia ancora vivo.
Vedendo il suo prestigio minacciato dal nuovo arrivato, don Antonio architetta un trucco. Compra la complicità di un anziano del paese, che si finge gravemente malato, così mentre il medico - osservato dal paese - non riesce a guarirlo, ci riesce il guaritore, che guadagna in stima e prestigio popolare. Ma il dottore riesce a rimettere in piedi la situazione quando scopre che Scarrafone, l'assistente di don Antonio, ha fornito un filtro d'amore alla sua servetta Pasqua, segretamente innamorata di lui, che lo intossica. Francesco denuncia don Antonio per l'accaduto; incalzati dai carabinieri, tutti denunciano il guaritore: Pasqua, il finto ammalato, Mafalda e perfino la nipote Clamide. Solo la ritrattazione di Mafalda, che nel frattempo ha ritrovato Corrado dopo anni di attesa e con gran delusione per quello che è diventato, salva don Antonio dal proseguimento delle indagini.
Stanco e scoraggiato, Francesco decide di gettare la spugna e andarsene dal paese che non lo accetta come medico. Clamide, che non riesce ad avere il consenso dello zio per fidanzarsi col proprio amato, essendo un ragazzo di povere condizioni, prende una manciata di pillole per suicidarsi e don Antonio disperato è costretto a cercare il dottore - già sulla corriera - implorandolo di andare subito dalla nipote. Tutti in paese, osservando l'accaduto, leggono i limiti di don Antonio, che ha chiesto soccorso al medico tanto osteggiato. La ragazza si salva grazie al dottore, mentre il guaritore si rivela impotente. Dopo questa umiliazione e aver perso la credibilità, don Antonio decide di andarsene dal paese, che adesso si fida del dottore, il quale può finalmente vaccinare tutti gli abitanti di Pianetta, avvalendosi della collaborazione di Pasqua, che forse ora coronerà il suo sogno d'amore. Il film termina con una scena che riprende il tema della nobiltà - di fondo - d'animo di don Antonio, con quella ragazza che corre alla stazione per ringraziare l'uomo che, non facendola abortire, le ha donato un figlio.

## Produzione

### Riprese
Il film venne girato in esterni tra Albano di Lucania, San Martino al Cimino e Valentano, in provincia di Viterbo. La sequenza del paese visto da lontano invece è stata girata a Civita di Bagnoregio, sempre in provincia di Viterbo. La scena della stazione ferroviaria è stata filmata a Grotte Santo Stefano, frazione di Viterbo.